# 口腔杆菌属
口腔杆菌属為拟杆菌目紫单胞菌科的一属厌氧革兰氏阴性杆菌。分离于患牙根炎和牙周炎的人及健康人的牙缝。此属的模式种且是唯一种为卡氏口腔杆菌(Oribaculum catoniae)。

## 下属物种
- 卡氏口腔杆菌 Oribaculum catoniae Moore and Moore, 1994